# Primorskoje-Nowoje
Primorskoje-Nowoje (ros. Приморское-Новое) – przystanek kolejowy w miejscowości Primorskoje, w rejonie bagrationowskim, w obwodzie królewieckim, w Rosji. Położony jest na linii Królewiec – Mamonowo. Peron znajduje się jedynie przy torze szerokim.
Stacja kolejowa w tym miejscu powstała przed II wojną światową. Do przystanku została zdegradowana w XXI w.